# أنا نوغيرا
أنا نوغيرا (بالإنجليزية: Ana Nogueira)‏ هي ممثلة أمريكية ولدت في يوم 2 مايو 1985، بدأت التمثيل في سنة 2007 ومثلت في عدة أفلام ومسلسلات مثل مسلسل هايتاون.